# 333 î.Hr.

## Evenimente
- 5 noiembrie: Bătălia de la Issos. Victorie decisivă macedoneană. Alexandru cel Mare cucerește sudul Asiei Mici de la Imperiul Persan.